# Bussy (Cher)
Bussy é uma comuna francesa na região administrativa do Centro, no departamento Cher. Estende-se por uma área de 27,25 km². Em 2010 a comuna tinha 374 habitantes (densidade: 13,7 hab./km²).